# Михно, Карл Иванович
Карл Иванович Михно (Мыхна) (1887, Варшава — 1954, Кривой Рог, Днепропетровская область) — российский рабочий и советский хозяйственный деятель. Участник Гражданской войны и борьбы за власть Советов на Криворожье.

## Биография
Родился в 1887 году в Варшаве.
В 1908—1910 годах — слесарь Каменского металлургического завода (Каменское), в 1910—1914 годах — слесарь. В 1914 году за революционную деятельность выслан в Астрахань.
Член РКП(б) с 1919 года. В январе-июне 1919 года — заместитель председателя Криворожского ревкома, комиссар здравоохранения Криворожского уезда. В августе-декабре 1919 года — руководил подпольем против деникинцев на Николаевщине. С января 1920 года — заместитель председателя Криворожского ревкома, исполкома Криворожского уезда.
В 1921 году окончил курсы при Московском университете. С 1921 года руководил восстановлением Галковского, Шмаковского, Ростковского рудников в Кривом Роге, в 1929—1930 годах — руководитель шахтоуправления имени Ф. Э. Дзержинского, строил новые шахты.
Умер в 1954 году в Кривом Роге.

## Награды
- Герой Труда (1922)[3];
- Орден Красного Знамени[2];
- Орден Трудового Красного Знамени[2].